# Площадь Сент-Енох

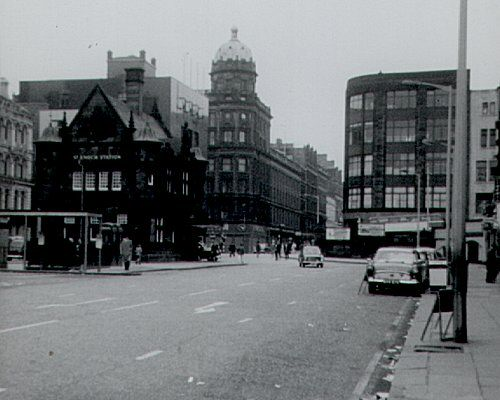
Площадь Сент-Енох в 1966 году.

Площадь Сент-Енох (англ. St Enoch Square) — площадь в городе Глазго (Шотландия), расположенная на пересечении Бьюкенен-стрит и Аргайл-стрит, двух самых оживлённых торговых улиц города.

## История
Площадь находится на земле, которая когда-то была западной частью парка Глазго Грин, рядом с рекой Клайд. По преданию, на этом месте существовала часовня и захоронение святой Теневы (святой Енох), матери святого Кентигерна. Этот участок был в собственности семьи ювелиров Люк, также владевшей стекольными заводами рядом с Клайдом, она продала его Торговому дому Глазго, а тот — городскому совету Глазго, который заложил фундамент церкви Святой Енох в 1780 году.
Площадь, всегда тихая и уединённая, застроена величественными зданиями в стиле Регентства приблизительно в 1780—1820 годах. На южной стороне располагалась церковь Святой Енох, первоначально спроектированная Джеймсом Джеффри в 1780 году. В 1827 году она была заменена другой, архитектором которой стал Дэвид Гамильтон. Посередине площади тогда росла трава и кустарники, окружённые железными перилами, паслись овцы. Газон сохранялся на этом месте примерно до 1860 года, когда его убрали, чтобы освободить место фермерам, которым в том году было запрещено собираться на Стокуэлл-стрит в рыночные дни по средам. С увеличением трафика и потерей прихожан церковь была разрушена в 1926 году, чтобы освободить место для автобусного терминала и парковки автомобилей.
В 1860-х годах многие улицы с домами, магазинами, складами, ресторанами, гостиницами, трактирами и театрами, включая Королевский театр на Данлоп-стрит и Королевский мюзик-холл Дэвида Брауна в восточной части города, были разрушены, чтобы освободить место для железнодорожных линий, пересекающих Клайд. Одним из главных учреждений на площади, которому пришлось переехать, был Факультет и зал хирургов Королевского колледжа врачей и хирургов Глазго, который переехал в новое помещение на улице Сент-Винсент. Станция Сент-Енох была открыта в 1876 году, а отель Сент-Енох — спустя три года. Он был тогда самым большим отелем в Глазго, с более чем 200 номерами. Вокзал и отель были одними из первых зданий в городе, освещённых электричеством. Отель был закрыт в 1974 году и использовался как автостоянка, пока в 1985 году не начались работы по строительству крытого центра Сент-Енох. В 2005 году началось осуществление программы реконструкции и модернизации площади стоимостью 150 млн фунтов стерлингов. Эти работы завершены в мае 2010, что создало более приятную городскую зону для пешеходов, чем была ранее.